# ロドリゴ・セルベッティ
ロドリゴ・セルベッティ（Rodrigo Cervetti, 1985年4月22日 - ）は、アルゼンチンの元サッカー選手。現役時代のポジションはゴールキーパー。タト (Tato) の愛称で知られる。